# Teigsäuerungsmittel
Teigsäuerungsmittel sind säurehaltige Backmittel, die für die Herstellung von roggenmehl- und schrothaltigen Broten und andere Backwaren verwendet werden.
Teigsäuerungsmittel senken den pH-Wert des Teiges. Dadurch wird eine Verbesserung von Konsistenz der Brotkrume, Aroma und Teigstabilität erzielt. Zu den oft verwendeten Teigsäuerungsmitteln zählen Milchsäure, Essigsäure, Zitronensäure, Sauerteig, saure Quellmehle und Sauermilchprodukte wie z. B. Buttermilchpulver.